# ルイ・オブ・ウェールズ
ルイ・アーサー・チャールズ・オブ・ウェールズ王子（Prince Louis Arthur Charles of Wales、2018年4月23日 - ）は、イギリス王室の成員で、ウェールズ公ウィリアム王太子と公妃キャサリンの間に誕生した次男。兄ジョージ王子、姉シャーロット王女に続く第3子。イギリス王位継承順位は第4位。 

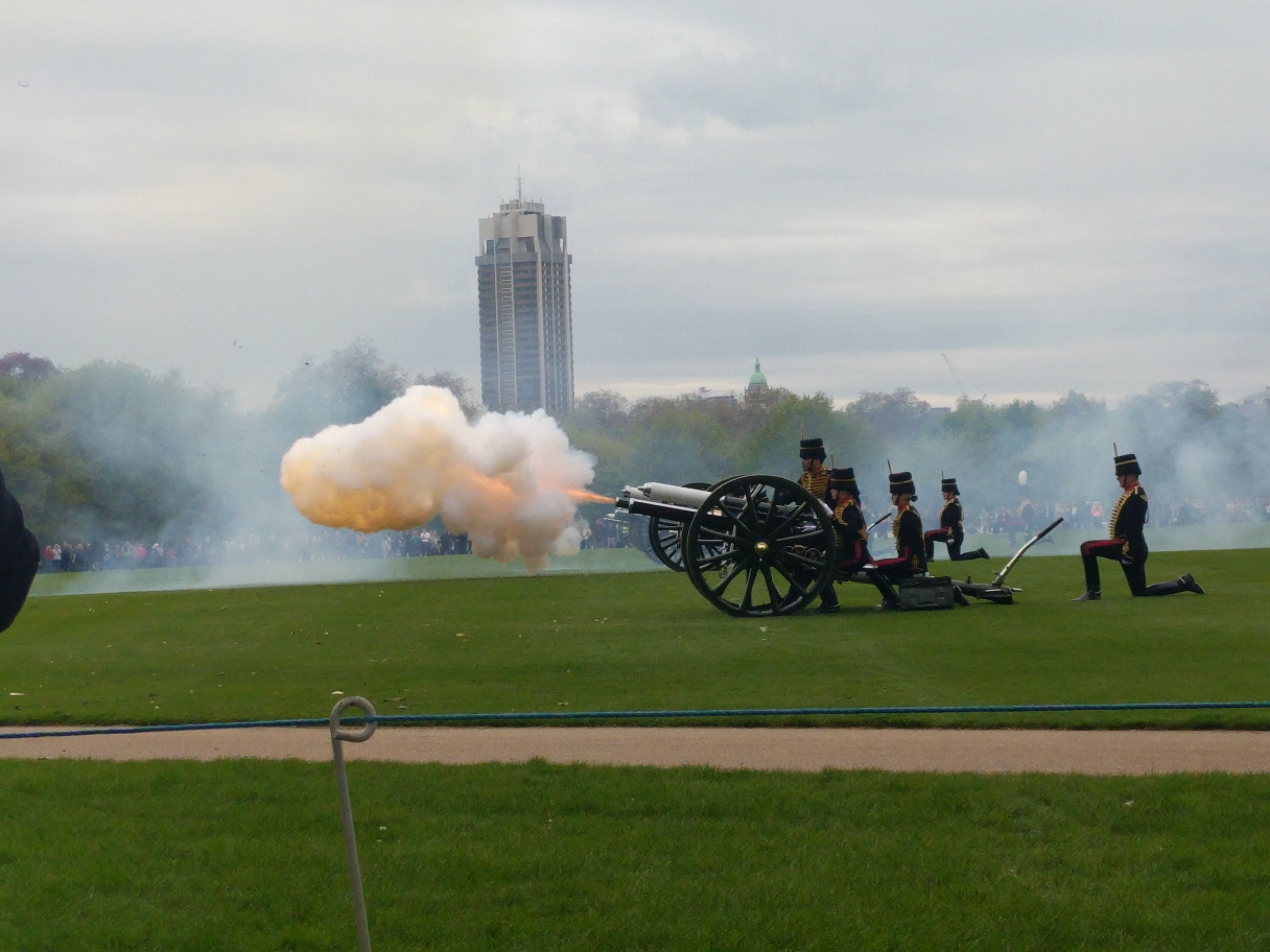
「ケンブリッジ公夫妻の第3子誕生」の祝砲（ハイドパーク）

## 出生までの経緯
2017年9月4日、ケンジントン宮殿は、ケンブリッジ公爵ウィリアム王子の妃キャサリンが3人目の子を懐妊していることを発表した。
2017年10月17日、夫妻は子どもの出産時期が4月であることを確認した。
2018年3月22日、キャサリンは11週間の産休に入った。
2018年4月23日の早朝から、キャサリンは分娩に入った。同日11時01分（イギリス夏時間）に3,800グラム（8ポンド7オンス）の男児を出産した。夫のウィリアムは誕生に立ち会った。キャサリンの出産を助けるチームはガイ・ソープ＝ビーストン（Guy Thorpe-Beeston）によって率いられていた。

## 人物
ケンブリッジ公爵夫妻の第3子は、出生と同時に「王子 (prince)」の身分と「殿下 (His Royal Highness)」の称号を有している。2012年の12月21日の女王エリザベス2世による特許状で、プリンス・オブ・ウェールズの長男の全ての子どもに「王子」「王女」の身分と「殿下」の称号が与えられることになったためである。古来の長子相続のある男子優先主義に代わる2013年王位継承法により、ルイは王位継承権が姉である王女に優先されずに劣後する最初の王子となった。
2018年4月27日、イギリス王室から夫妻の第3子の名前について、「ルイ・アーサー・チャールズ」と命名したことが発表された。

## 名前について
名前については、兄のジョージ、姉のシャーロット同様に、ブックメーカーの賭けの対象になるなど大きな関心を持たれた。懐妊発表直後は、性別も不明だったために「アリス (Alice)」「ヴィクトリア (Victoria)」など女子の名前が上位にあり、「アルバート (Albert)」「アーサー (Arthur)」が続いた。また父ウィリアムが贔屓のサッカーチーム、アストン・ヴィラFCの試合観戦後、同チームの選手ジャック・グリーリッシュにちなんで「ジャック、ジャッキーと命名したい。」と発言すると、すでに生まれる前から性別を知っているのではないかという憶測が流れた。識者の中にはジョージが未来の国王となることが確実だったので「イギリス国王らしい名前」が選ばれたが、王位継承の可能性が低い第3子には「ジョージ王子とは違った対応がなされるだろう」と予想するものもいた。
Louisの末尾のsを発音するかしないかについて、ケンジントン宮殿はsを発音せず「ルイ」と読むと声明している。
- ルイ（Louis）: エリザベス2世の夫フィリップの叔父ルイス・マウントバッテンにちなむと説明されている[11]。
- アーサー（Arthur）: 父ウィリアムのミドルネームにある名前。アーサー王伝説などから「イギリス的」だとブックメーカーの多くが予想した名前。
- チャールズ（Charles） :祖父で当時プリンス・オブ・ウェールズだったチャールズ3世にちなむ。